# Csaba Burján
Csaba Burján (Pécs, 27 september 1994) is een Hongaars shorttracker.
In 2018 werd Burján olympisch kampioen op de relay.

## Resultaten

### Olympische Winterspelen
| Jaar | Plaats      | Resultaten        |
| ---- | ----------- | ----------------- |
| 2018 | Pyeongchang | relay heats 1500m |

### Wereldkampioenschappen
| Jaar | Plaats | Resultaten |
| ---- | ------ | ---------- |
| 2019 | Sofia  | relay      |

1992: Kim, Lee, Mo, Song ·
1994: Carnino, Fagone, Herrnhof, Vuillermin ·
1998: Bédard, Campbell, Drolet, Gagnon ·
2002: Bédard, Gagnon, Guilmette, Tremblay, Turcotte ·
2006: Ahn, Lee, Seo, Song ·
2010: Bastille, Ch. Hamelin, F. Hamelin, Jean, Tremblay ·
2014: An, Grigorev, Jelistratov, Zacharov ·
2018: S. Liu, S.S. Liu, Knoch, Burján ·
2022: Ch. Hamelin, Dubois, Pierre-Gilles, Dion